# Носик Олександр Валерійович
Олександр Валерійович Носик (6 листопада 1971, Москва, РСФРР, СРСР) — російський актор театру та кіно, телеведучий, викладач акторської майстерності.

## Біографія та життєпис
Народився 6 листопада 1971 року в Москві , в сім'ї акторів - Валерія Бенедиктовича Носика (9 жовтня 1940 - 4 січня 1995) та Марії Олександрівни Стерникової (нар. 18 травня 1944). Батьки розлучилися в 1980 році, коли Сашкові було дев'ять років, а його одноутробній сестрі Каті Стичкіної (дочки матері від першого шлюбу з Олексієм Стичкіним) – дванадцять років. Потім діти виховувалися мамою та вітчимом, актором Олексієм Кудиновичем (нар. 2 березня 1951).
В 1989 закінчив московську середню загальноосвітню школу № 591 (нині - школа № 1465 імені адмірала Н. Г. Кузнєцова ) на Брянській вулиці.
Здобувши атестат зрілості , намагався вступити на економічний факультет Московського інституту народного господарства імені Г. В. Плеханова , але провалив іспити і вступив до фінансово-економічного технікуму, через два роки навчання в якому можна було піти на другий курс фінансового інституту и поступил в финансово-экономический техникум, через два года обучения в котором можно было пойти на второй курс финансового института.
Восени 1989 був призваний на військову службу в лавах Радянської армії . Два роки служив під Білгородом, в автомобільному батальйоні військ ППО СРСР, у взводі акумуляторників. 
Повернувшись зі служби в армії знову пробував вступити до Плеханівського інституту, але вдруге зазнав невдачі (для зарахування йому не вистачило лише одного бала).
В 1992 вступив, а в 1996 закінчив Вищу театральне училище імені Б. В. Щукіна в Москві (художній керівник курсу - Юрій Веніамінович Шликов ). На четвертому курсі було прийнято до трупи Московського театрального центру «Вишневий сад» під керівництвом Олександра Михайловича .
Пізніше працював у театрі «Міленіум», Творчому об'єднанні «Дует». Співпрацює з Московським театром комедії та багато грає в антрепризі.
З 2011 року викладав дисципліну «Акторська майстерність» на факультеті медіакомунікацій та аудіовізуальних мистецтв Московського державного інституту культури . А у 2014 році став співпрацювати зі «Школою мистецтв та медіатехнологій» Аріни Шарапової у Москві, де очолив студію акторської майстерності.
З грудня 2015 року є президентом благодійного фонду допомоги дітям «Байдужості. Ні».

## Особисте життя
З 14 жовтня  по липень 2017 року був одружений з Ольгою фон Зінгер, яка була на той час фахівцем з авторського права, продюсером, генеральним директором ТОВ «Кіт фільм».

## Творчість

### Ролі в театрі
- «Авантюристи мимоволі» - Роберт
- "Він, вона і Дженні" - Лео
- «Вбивство помилково»
- «Авантюрна сімейка» - Вася
- «Лебідь» - Кевін
- «Ігри уяви» - Лопахін
- "Сюрприз для компаньйона" - Пол Ріггс
- "З любов'ю не жартують" - Дон Алонсо
- "Чоловічий рід. Єдине число - Френк Хардер, мама
- «Ханума» - Акоп
- «Немовля напрокат»
- "Наречена для банкіра, або Шість страв з однієї курки" - Банкір
- «Оскар» - Оскар
- «Подорож у стилі блюз»
- «Скляний звіринець» - Джим
- "Трамвай "Бажання"" - Мітч, Стенлі Ковальські
- «Дама та її чоловіки» - Пол
- "Погана сімейка" - Мішель
- «Про Федота-стрільця молодого молодця» — Федот
- «Фамільна честь Вустерів» - Вустер
- "Чао" - Антуан Мартіне
- «Російське лото»

## Фільмографія
- 1992 - «Ка-ка-ду» - Саша (у дитинстві)
- 1998 - «Квіти від переможців» - Роман («Лютик»), друг Паші та Сергія
- 1999-2000 - «Каменська» (фільм №3 "Вбивця мимоволі") - Ігор Єрохін
- 2000 - «Маросейка, 12» (фільм №5 "Ген смерті") - юнак, син Топоркова
- 2000 - «Марш Турецького» (серії №4 "Синдикат кілерів" та № 10 "Контрольний постріл") - Олег Романов, співробітник Адміністрації Президента Росії, син начальника ГУВС Москви Романової
- 2001 - «Ми зробили це!»  - Сашко Єлізаров, молодий виконавець волі шефа
- 2002-2003  - «Спецназ»  - Кобрин («Змій»), спецназівець, старший прапорщик
- 2003 - «Інструктор» (фільм №2 "Шукай бродягу") - Андрій Палєєв, сержант
- 2003 - «Любов імператора» - пан X
- 2003 - «Вільна жінка 2» - Паша
- 2004 - «Повернення Мухтара» - Артем Валерійович Колосов, старший лейтенант, оперуповноважений ОВС "Щукіно", господар Мухтара;
- 2004 - «Боєць» - Геннадій Темнов, майор морської піхоти Північного флоту
- 2004  - Прощальна луна - Юрка Сенчин, видавець
- 2005  - «Велика прогулянка» - Ігор
- 2005 - «Повернення Мухтара-2» - Артем Валерійович Колосов, старший лейтенант, оперуповноважений ОВС "Щукіно", господар Мухтара.
- 2005  - Золоті хлопці - Роман Сироткін
- 2005  - Невідкладна 2  (серія № 4 "Пограбування") - Кирило Самохвалов, охоронець-грабіжник
- 2005  - Полювання на ізюбря  - епізод
- 2006  - У першому колі  - Віталій Євгенович, референт
- 2006  - Танцюй, не зупиняйся - Микита
- 2007  - Спартакіада. Локальне потепління - Шурік
- 2007  - Зберігати вічно - Віталій Євгенович, референт
- 2008  - Багата і кохана  - Максим Єпішин, лікар
- 2008  - Воротили  - Юрій Олексійович Ілюхін
- 2009  - Дах  - Ярослав Ігнатович, вчитель географії
- 2009  - Таке життя - Семен Молчалін, олігарх районного масштабу
- 2009  - Танго з ангелом - Роман Вікторович Львів, адвокат Тимура Лігова
- 2009  - Тихі сосни - Борис, чоловік Ольги
- 2009  - Марго. Вогненний хрест
- 2010  - Виконавчий лист - Станіслав Сергійович
- 2010  - Шляховики 2  (серія № 5 "Випадковий пасажир") - Ваня Переверзєв
- 2010  - Охоронці мережі  - Ігор, власник інтернет-агентства «Нетрейнджерс»
- 2010  - Помста  - Пилип Олександрович Кудасов
- 2011  - Лектор  - Єгор, співробітник ФСБ
- 2011  - Знахар 2. Полювання без правил  - Вадим Андрійович
- 2012  - Дикий 3  (фільм № 11 "Ромео і Джульєтта") - Гриша Сіверський
- 2012  - Агент Хамілтон. В інтересах нації (Швеція) - Крутов
- 2013  - Берега  - Дмитро Іванович Ковальський, майор-штабіст
- 2013  - Пасічник  - Яків Олександрович Шніц, майор, старший слідчий Слідчого комітету при обласній прокуратурі
- 2013  - Дід (короткометражний) - Олексій
- 2013  - Сімейні обставини - Саша Любочкін, батько-одиначка
- 2014  - Альпіністи - Єгор
- 2014  - На кордоні
- 2014  - Стрілок 2 - Діма
- 2016  - Все за законом - В'ячеслав Мурзін, заступник командира частини з тилу, підполковник
- 2017  - Останній шанс - Сергій
- 2017  - Правила механіка замків - Куваєв, злодій-«ведмежатник»
- 2017  - Каспій 24 - Сергій Мамаєв
- 2017  - Торгсін  - Матвій Яровий, голова правління "Торгсіна"
- 2019  - Гаряча точка - Костянтин Миколайович Таранов, ветеран Афганської війни , вітчим Жені Муріна, чоловік Раїси, бандит[9]
- 2020  - Вікна на бульвар - Павло Олександрович Бондар, кримінальний бізнесмен, інвестор, [10]
- 2021  - Ключ від усіх дверей - Павло Білецький
- 2021  - Таємниці слідства 21 - Михайло Прасолов, колишній співробітник ВБЕЗ

## Робота на телебаченні
Олександр Носік був ведучим телепередач:
- «Година безпеки» (телеканал «Безпека»),
- «Вчинок» (телеканал «Зірка» ),
- «Хочу знати» («Перший канал»),

«Хочу будинок за кордоном» (телеканал «TLC»),
"Між нами, дівчатками" ("Перший канал").

## Громадська позиція
Олександра Носика внесли до бази центру "Миротворець". Відповідний запис з'явився у розділі "Чистилище", через те що виступав в окупованій Ялті під час новорічних свят та відкрито підтримав окупацію Криму Росією.
| «Крим стане стовідсотковою власністю Російської Федерації, як це є зараз, і передумови цього були. Треба повернутися в історію: за всієї спірності ситуації з Кримом та приєднанням Криму до Росії, у 1991 році був референдум в Україні та Крим, до речі, і східна" Україна, тоді проголосували за приєднання до Російської Федерації»Оригінальний текст (рос.) [«Крым станет стопроцентной собственностью Российской Федерации, как это есть сейчас, и предпосылки к этому были. Надо вернуться в историю: при всей спорности ситуации с Крымом и присоединением Крыма к России, в 1991 году был референдум в Украине и Крым, кстати, и восточная Украина, тогда проголосовали за присоединение к Российской Федерации»] Помилка: [undefined] Помилка: {{Lang}}: немає тексту (допомога): текст вже має курсивний шрифт (допомога) |